# Zoo (레드벨벳의 노래)
"Zoo"는 대한민국 걸그룹인 레드벨벳이 그들의 5번째 EP인 The Red Summer에 수록한 곡이다. 잼 팩토리의 이스란이 작사를 맡았고, 프로덕션은 코트니 제네, 앨리스 펜로즈와 프로덕션 팀인 LDN Noise가 맡았다. 트로피컬 하우스 풍의 이 곡은 아주 뛰어난 트랙이라는 평을 받았고, 음악 비평가들로부터 호의적인 평가를 받았다. 수록 EP의 상업적 성공과 더불어 Zoo는 가온 디지털 차트에서 24위를 했다.

## 배경 및 발매
레드벨벳의 4번째 EP인 Rookie가 2월에 나온 이후, SM 엔터테인먼트는 2017년 6월 23일, 그들이 첫 여름곡을 발매할 것이라는 것과 뮤직비디오 촬영을 마쳤다는 것을 인정했다. 레드벨벳의 티저 이미지와 티저 비디오가 공개된 이후, 2017년 7월 9일 5번째 EP인 The Red Summer가 2017년 7월 9일 디지털로 공개되었고, 2017년 7월 10일 음반으로 발매되었다.

## 구성
"Zoo"는 트로피컬 풍의 곡으로 올림바장조로 편곡되었으며, 109 BPM의 템포로 구성되어 있다. 곡은 즐겁고 리드미컬한 것으로 묘사하며, 슬기가 타잔의 울음소리를 따라한 것과 동물 소리가 곡에 포함되어 있다. 이 곡은 It also marked the first LDN Noise기 2017년 SM 엔터테인먼트를 위해 처음으로 프로덕션 작업을 한 곡으로도 알려져 있으며, 2015년 레드벨벳의 첫 스튜디오 앨범인 The Red 이후 레드벨벳과 두 번째로 같이 작업했던 곡이기도 하다.

## 평가
곡은 디지털 발매 이후 긍정적인 평가를 받았다. IZM의 이기선은 EP의 하이라이트 곡 중 하나로 이 곡을 선택했다. Chase McMullen of The 405의 체이스 맥멀런은 이 곡을 칭찬하며 "신이 났고, 대담한 팝의 순간 중 하나"로 묘사했다.Star2의 체스터 친은 노래에 긍정적으로 반응하며, 이 노래와 다음 싱글인 "Mojito"를 "좋은 느낌의 춤을 출 수 있는 바이브"의 예시라고 언급했다.

## 공연
The Red Summer의 상업적 성공으로 인해, EP에 수록된 5개의 싱글 모두 2017년 7월 9일부터 7월 15일까지 가온 디지털 차트의 40위권에 진입했다. Zoo는 데뷔 이후 24위에 진입했으며, 가온 다운로드 차트에서는 추가적으로 12위에 들어갔다. 이 곡은 빌보드 Kpop Hot 100에서 7월 17일주차에 30위에 들어갔고, 가온 디지털 차트의 7월 호에서 96위에 진입했다.